# Polypedates discantus
Espèce
Polypedates discantus est une espèce d'amphibiens de la famille des Rhacophoridae.

## Répartition
Cette espèce se rencontre dans le sud de la Thaïlande et en Malaisie péninsulaire.

## Description

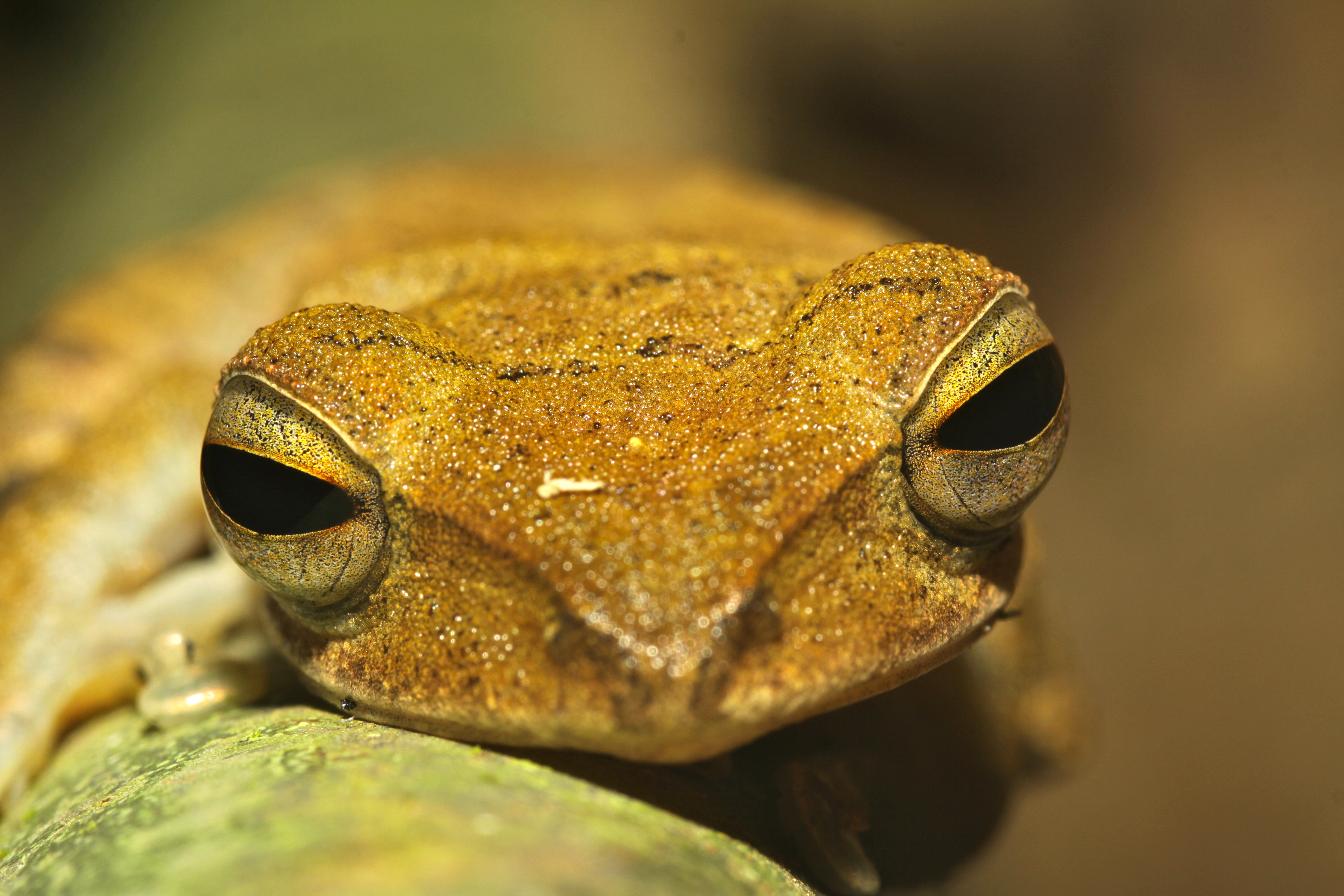
Polypedates discantus

## Publication originale
- Rujirawan, Stuart & Aowphol, 2013 : A new tree frog in the genus Polypedates (Anura: Rhacophoridae) from southern Thailand. Zootaxa, no 3702 (6), p. 545–565.